# Else Breen

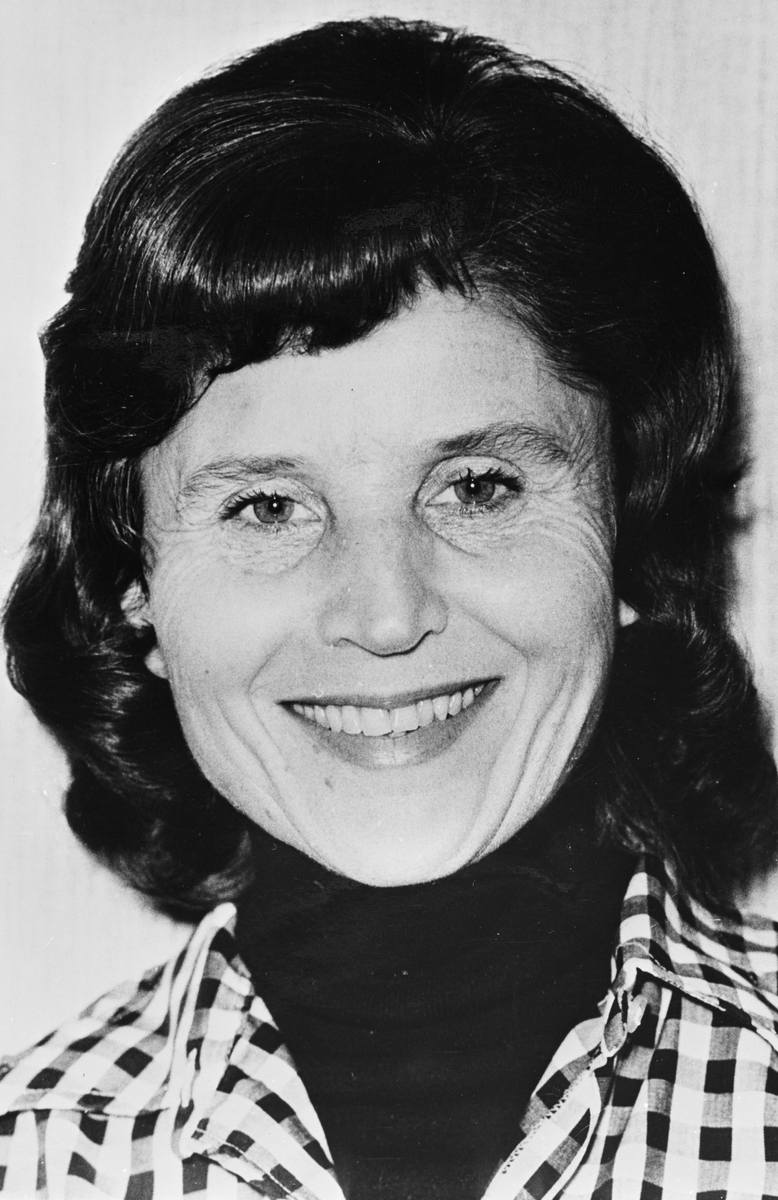
Else Breen, 1978

Else Breen (* 15. März 1927 in Molde; † 12. Juni 2025) war eine norwegische Kinderbuchautorin, Romanautorin und Literaturwissenschaftlerin.

## Leben
Breen erlangte nach dem Abitur die Lehrbefähigung und unterrichtete an Grundschulen. Ergänzend studierte sie Philosophie, Theologie sowie skandinavische Sprachen und Literatur. 1973 schloss sie ihr Studium mit einer Arbeit über den dänisch-norwegischen Dichter Jens Zetlitz ab. Anschließend lehrte sie an verschiedenen Universitäten und Hochschulen.
Als Autorin verfasste Breen Kinderbücher, Hörspiele und Artikel sowie Essays in Zeitungen und Fachzeitschriften. 1973 wurde sie für vier Jahre Präsidentin des Verbandes norwegischer Kinderbuchautoren und war Vorstandsmitglied des norwegischen Schriftstellerverbandes.

## Persönliches
Ihr Vater war Direktor einer Missionsschule. Sie war verheiratet mit dem norwegischen Pfarrer und Redakteur Håkon Fredrik Breen (1923–2004).
Else Breen starb am  12. Juni 2025 im Alter von 98 Jahren.

## Werke (Auswahl)
- Die Krähe (Mias krake), Signal-Verlag, Baden-Baden 1973, ISBN 3-7971-0113-9.
- Warte nicht auf einen Engel (I stripete genser), Verlag Jungbrunnen, Wien 1977, ISBN 3-7026-5400-3.
- Stoppt das Karussell (Stopp karusellen), Signal-Verlag, Baden-Baden 1980, ISBN 3-7971-0202-X.

## Auszeichnungen (Auswahl)
- 1978 Österreichischer Kinderbuchpreis für Warte nicht auf einen Engel[3]
- 1979 Katholischer Kinderbuchpreis für Warte nicht auf einen Engel[4]